# 邹舒宇
邹舒宇（？—？），江西临川人，是一名清朝政治人物。拔贡出身。
邹舒宇曾于光绪十一年九月（1885年）接替光炘任延平府知府一职，光绪十二年正月（1886年）由沈定均接任。